# Погрешан корак
Погрешан корак (шп. No matarás) шпански је филмски трилер из 2020. године. Режију потписује Давид Виктори, док главну улогу тумачи Марио Касас.
Премијерно је приказан 10. октобра 2020. године на филмском фестивалу у Сиџесу, док је 16. октобра исте године пуштен у биоскопе у Шпанији, односно 1. априла 2021. године у Србији. Касас је номинован за три награде Гоја, а освојио је награду за најбољег глумца.

## Радња
Дани је пристојан младић, који се задњих неколико година посветио бризи о свом болесном оцу. Након његове смрти, Дани одлучи да је време да се врати свом животу. Једне ноћи упознаје Милу, немирну, нестабилну девојку, која успева да га заведе и изманипулише, претварајући га у сексуалну животињу коју толико жели.

## Улоге
| Глумац                | Улога |
| --------------------- | ----- |
| Марио Касас           | Дани  |
| Милена Смит           | Мила  |
| Елизабет Ларена       | Лаура |
| Фернандо Валдивијелсо | Реј   |
| Хавијер Мула          | Берни |